# Souterrain Zwevegem-Moen

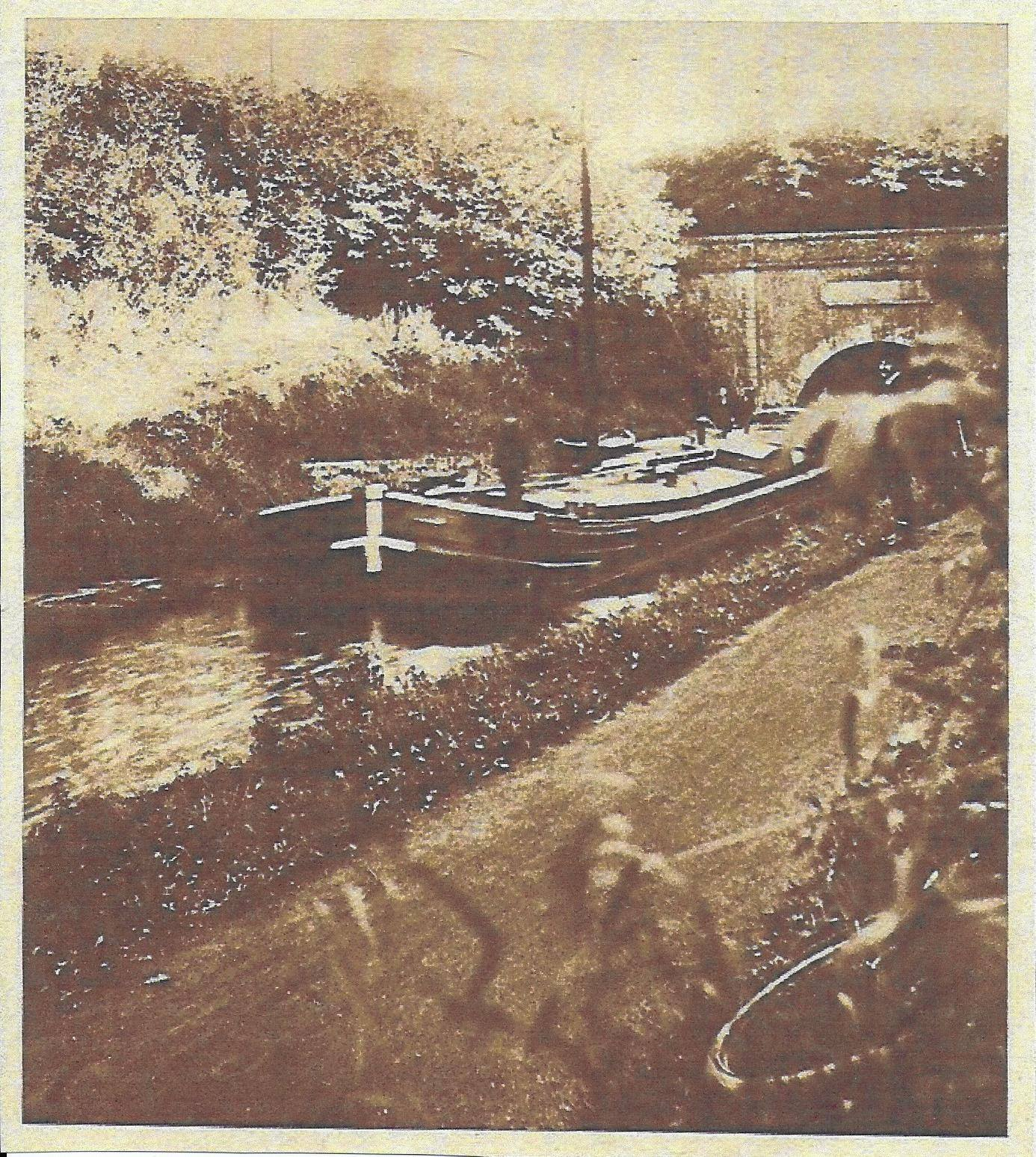
Souterrain kant Zwevegem

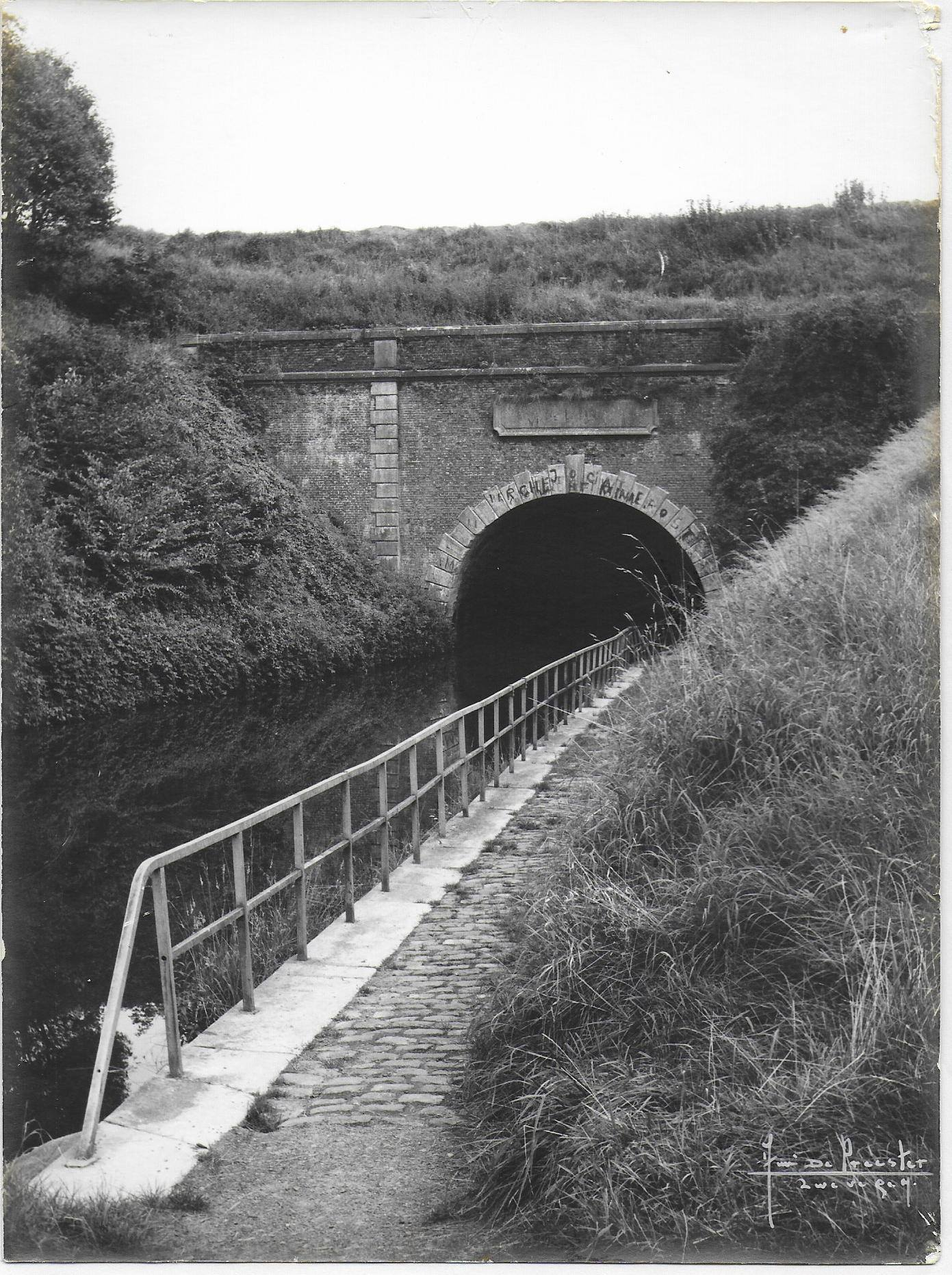
Souterrain kant Zwevegem

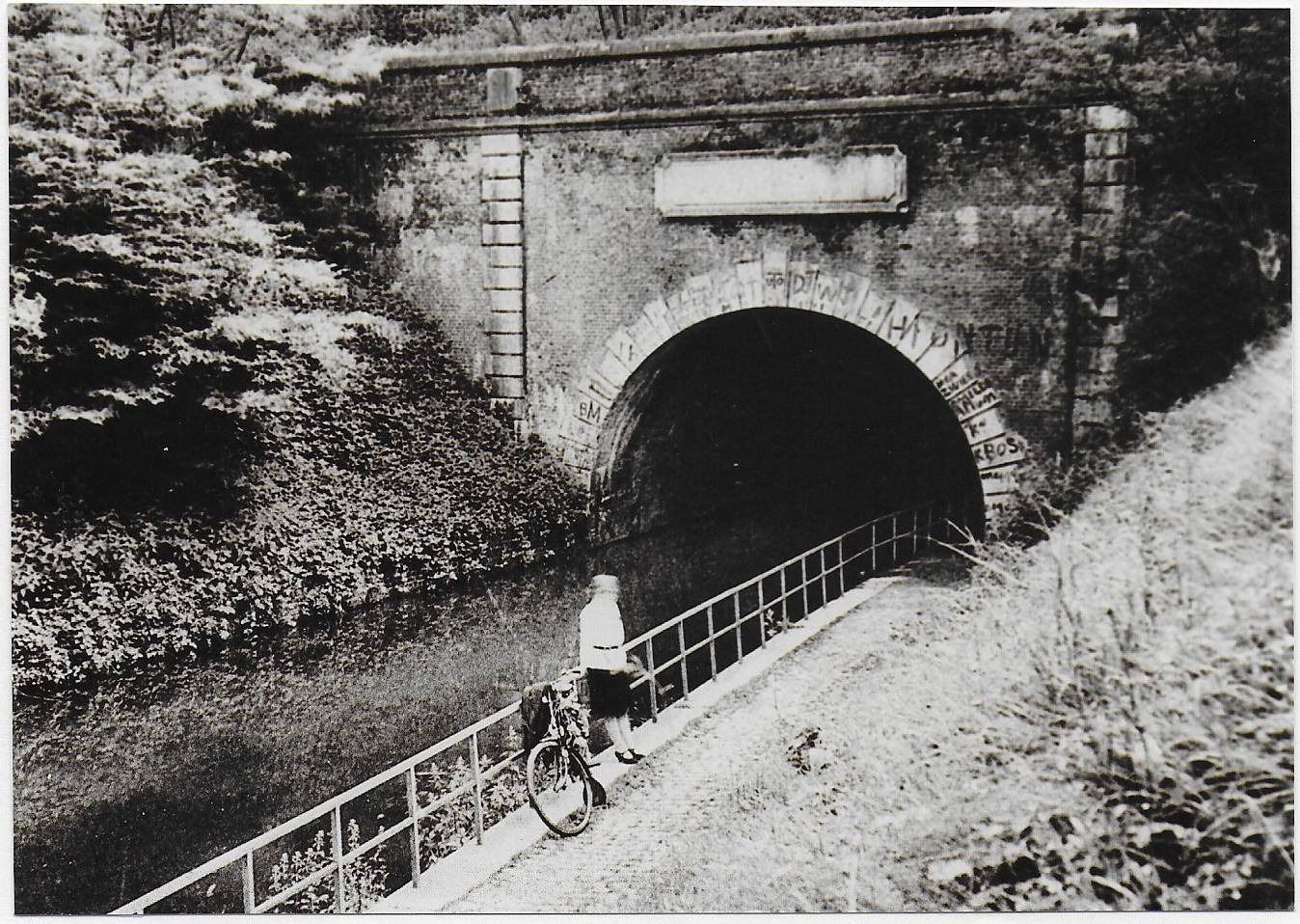
Souterrain kant Zwevegem

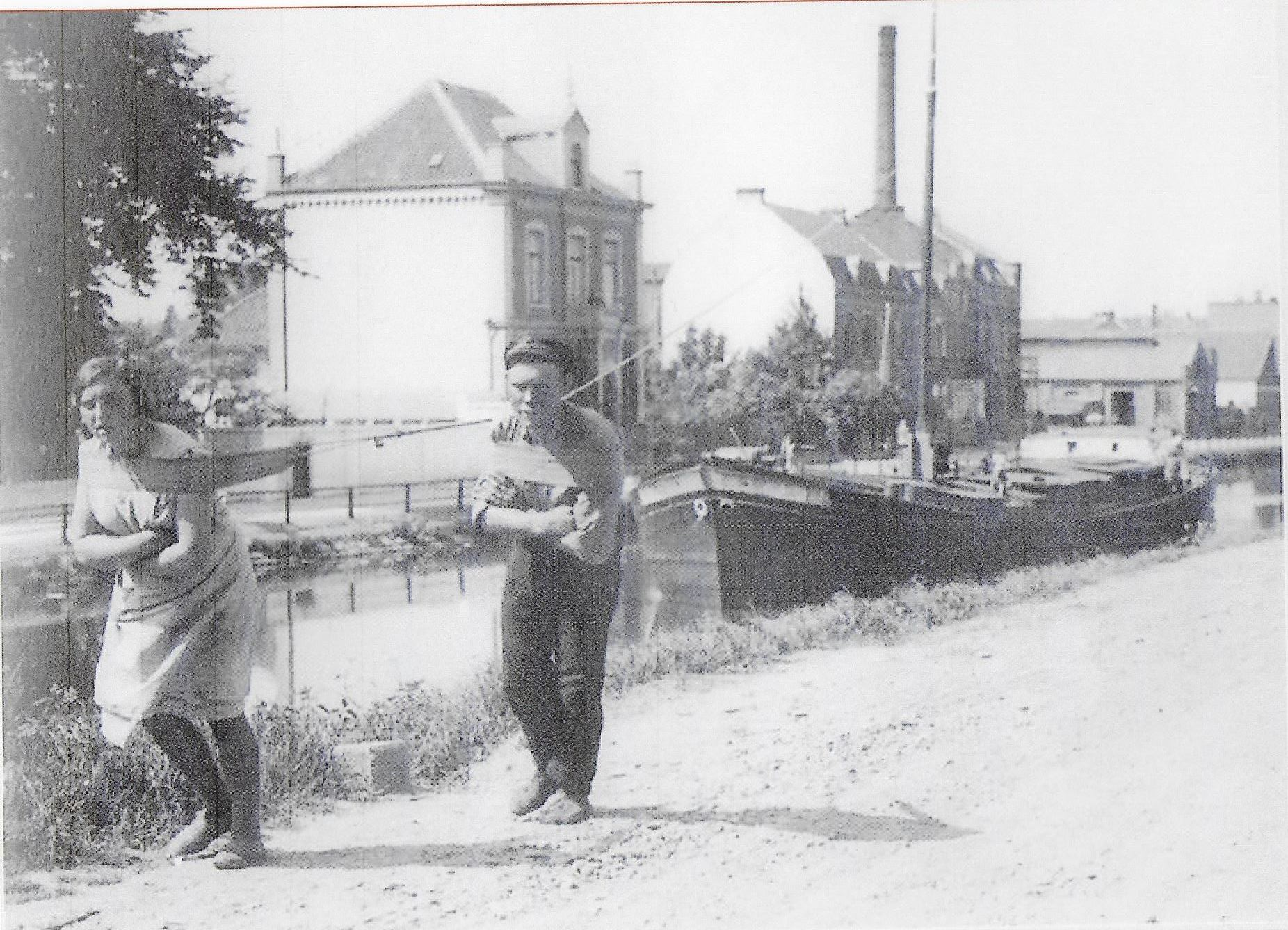
Het voorttrekken van de boten

De Souterrain was een scheepstunnel uit 1861 op het Kanaal Bossuit-Kortrijk in België. Bij het ontwerp van het kanaal bleek dat de Moense heuvels op het traject een bijna onoverkomelijke hindernis vormden. Omdat het uitgraven van het volledige kanaal op die plaats met de toen beschikbare middelen haast onbegonnen werk was, werd er besloten een tunnel te graven. Het bouwwerk werd overbodig na de verbreding van het kanaal in 1974 en werd enige tijd later om veiligheidsredenen afgebroken.

## Ontstaan
In 1857 kregen privé-investeerders de goedkeuring om een kanaal te graven tussen Bossuit en Kortrijk, dit met de bedoeling een verbinding te bekomen tussen Leie en Schelde. Deze verbinding moest ervoor zorgen dat op een kortere en betere manier steenkool uit de Borinage naar de industrie kon gebracht worden.
Ondanks het geringe niveauverschil tussen de Schelde en de Leie, waren er wegens het reliëf toch 11 sluizen nodig. Tevens werd er ongeveer halverwege, ter hoogte van de kamlijn, een tunnel gegraven. Die kreeg in de volksmond algauw de naam "De Souterrain".

## Omschrijving
Op de plaats van de tunnel was het niveauverschil (de kamlijn) ongeveer 19 meter ten opzichte van het laagste punt (Kortrijk).
Om de tunnel te bouwen werd er voornamelijk beroep gedaan op Waalse arbeiders waarbij onder andere 105 mijnwerkers. Voor het geheel van de werken (Kanaal, bruggen, sluizen en de Souterrain) waren er dagelijks tot 1200 arbeiders tewerkgesteld.
Er werden 9 putten gemaakt van ca. 20 meter diep die daarna ondergronds met elkaar verbonden werden door het uitgraven van de aarde. Dit op zich was al een meesterwerk met de middelen die toen ter beschikking waren. Mechanische gereedschappen bestonden toen nog niet waardoor alles manueel uitgevoerd moest worden. Voor het vervoer van de aarde bovengronds kon wel beroep gedaan worden op paard en kar.
De bodem bestaande uit zware kleigrond was een troef bij de aanleg. Op twee andere plaatsen mislukte immers dergelijk project door de onstabiele gedragingen van de kleilagen in de ondergrond.
Na het graven moest de eigenlijke constructie van de tunnel nog beginnen. Het metselwerk bestond uit 6.000.000 bakstenen die ter plaatse in veldovens werden gebakken. De klei voor deze stenen werd eveneens in de omgeving ontgonnen. 
De tunnel had een "halve cilindervorm", was 611 meter lang op 6 meter breed en had tussen de 2,5 à 3,5 meter vrije hoogte boven de waterlijn. Tussen de vaarweg en de tunnelwand werd een jaagpad aangelegd, om de schepen door de tunnel te kunnen trekken.
Door zijn geringe breedte gold er eenrichtingsverkeer in de tunnel. Voor en na de tunnel was het kanaal ook al versmald, om de graafwerken te beperken.

## Historisch
In 1861 werd het kanaal, en dus ook de tunnel, opengesteld voor de scheepvaart. Dit zorgde ervoor dat er de daarop volgende jaren een grote bloei was in de industrie langs het kanaal.
Boven de tunnel kruiste iets later ook de spoorwegverbinding Kortrijk-Avelgem-Ronse. Volgens historicus Jacques de Launay was dit de plaats vanwaaruit de Duitse maarschalk Göring de slag om Engeland voorbereidde. De trein "Azië" stond opgesteld op de spoorlijn bij de Souterrain. Daardoor kon, er in geval van nood, gebruik gemaakt worden van de tunnel om te schuilen tegen vijandelijke bommen.
Aan de Moense kant van de Souterrain was er, in latere jaren, een café met de typische naam "De Souterrain". Dit was jarenlang een trekpleister voor schippers die moesten wachten op vrije doorgang. Maar ook de uit Frankrijk overgewaaide hanengevechten trokken hier veel volk naartoe.
Boven op de tunnel herstelde het landschap zich en ontstond er een bos. Het werd een uitgelezen plek voor familiale uitstappen, maar ook voor jonge verliefden, vooral met de verleidelijke tunnel in de onmiddellijke omgeving.
Later begonnen er in de tunnel hier en daar verzakkingen op te treden, zelfs in die mate dat de schippers soms hun mast of zelfs hun stuurhut moesten wegnemen om doortocht te verkrijgen. Als er dan toch al eens een schip, meestal ongeladen, vastliep, moest de sluiswachter in Moen het waterpeil laten zakken tot het schip weer vrije ruimte kreeg.
Nog later werd het verboden om met paarden of ossen een schip doorheen de tunnel te slepen. Het werkje moest vanaf dan "ten lijve" gebeuren. De schippersvrouw en kinderen trokken met touwen het schip vooruit terwijl de schipper het schip zo goed en zo kwaad mogelijk stuurde. Soms kregen ze daarbij de hulp van "Ketsers" die tegen vergoeding een handje hielpen.

## Teloorgang
De doorvaart van de Souterrain bleef echter altijd een heikel punt. Het kanaal zelf voldeed ook al lang niet meer aan de behoeften van de industrie en de moderne schepen.
Toen in 1969 beslist werd om het kanaal te verbreden en bevaarbaar te maken voor schepen tot 1350 ton, was het lot van het bouwwerk bezegeld.
De heuvel naast de Souterrain werd afgegraven en de tunnel werd vervangen door een open kanaal.
Op 6 april 1973 werd de laatste boot door de tunnel getrokken.
In eerste instantie bleef de Souterrain nog bestaan en deze werd zelfs een toeristische trekpleister. Ook de spelende jeugd vond het bouwwerk een leuke speeltuin.
Instortingsgevaar en verzakkingen gaven echter de doodsteek. Eerst werd de tunnel aan weerszijden afgesloten, maar toen bleek dat deze hindernis onvoldoende was voor nieuwsgierigen, werd besloten de tunnel volledig te verwijderen.
Dat de constructie stevig in elkaar stak, niettegenstaande de verloedering, werd bewezen toen de tunnel het pas begaf toen de aarde bovenop en zijdelings weggegraven werd. En zo verdween een monument in het landschap tussen Leie en Schelde.